# Dog on Wheels
Dog on Wheels är Belle and Sebastians första EP, släppt 12 maj 1997 på Jeepster Records. 
EP-skivan finns även inkluderad i Push Barman to Open Old Wounds.

## Låtlista
1. "Dog on Wheels" – 3:11
2. "The State I Am In" – 4:58
3. "String Bean Jean" – 4:42
4. "Belle & Sebastian" – 4:35